# 로마스 우바르타스
로마스 우바르타스(리투아니아어: Romas Ubartas, 1960년 5월 26일~) 혹은 로마스 이오노비치 우바르타스(러시아어: Ро́мас Ио́нович Убартас)는 소련과 리투아니아의 육상 선수로 주 종목은 원반던지기이다. 1988년 하계 올림픽에서 은메달을, 1992년 하계 올림픽에서 금메달을 획득했다.

## 경력
1960년 소련의 일부였던 리투아니아 SSR의 파네베지스에서 태어났으며, 1975년부터 1978년까지 파네베지스 체육 학교에서 수학했다. 이후 리투아니아 SSR의 수도인 빌뉴스로 건너가 디나모 빌뉴스 소속으로 원반던지기 선수 생활을 시작했다. 
1983년에 처음으로 소련 국가대표로 발탁되었으며, 그 해 6월 영국 버밍엄에서 열린 버밍엄 국제 육상 그랑프리를 통해 국제 대회에 처음으로 참가했다. 이후 1986년 7월 소련 모스크바에서 열린 1986년 굿윌 게임에서 67.12m를 기록하며 대표팀 동료 선수인 드미트리 콥춘과 노르웨이의 크누트 히엘트네스를 누르고 금메달을 획득했다. 같은 해 8월 서독 슈투트가르트에서 열린 1986년 유럽 선수권 대회에서 67.08m를 기록하며 금메달을 획득했다. 이 대회에서 은메달과 동메달도 게오르기 콜노첸코와 바츨라바스 키디카스의 차지가 되면서 소련 선수가 메달을 휩쓸었다.
1987년 7월에는 헝가리 부다페스트에서 열린 부다페스트 그랑프리에서 준우승, 이탈리아 로마에서 열린 골든 갈라 대회에서 우승을 차지했으며, 9월에 로마에서 열린 1987년 세계 선수권 대회에 참가하여 65.50m의 기록으로 전체 6위로 대회를 마쳤다. 세계 선수권 대회 직후 벨기에 브뤼셀에서 열린 반 담 추모 대회에서 3위에 올랐다. 1988년 5월 스말리닌카이에서 열린 국내 대회에서 70.06m를 기록하며 개인 최고 기록을 세웠다. 같은 해 7월 런던에서 열린 런던 푸조 게임에서 우승을 차지하는 등 활약을 하며 올림픽 국가대표로 발탁되었다. 그 해 10월 대한민국 서울에서 열린 1988년 하계 올림픽에 참가하였으며, 5차 시기까지 서독의 롤프 다네베르크에게 밀리고 있었으나 67.48m의 기록으로 역전에 성공하여 동독의 위르겐 슐트의 뒤를 이어 은메달을 획득했다. 
1989년 8월에는 영국 게이츠헤드에서 열린 유러피언컵에서 우승했으며, 1990년 7월에는 미국 시애틀에서 열린 1990년 굿윌 게임에서 67.14m의 대회 신기록으로 미국의 캐미 케시미리와 마이크 벙킥을 누르고 우승하며 대회 2연패를 달성했다. 같은 해 9월에는 유고슬라비아의 스플리트에서 열린 1990년 유럽 선수권 대회에서 63.70m의 기록으로 5위에 올랐다. 이후 1991년 7월에 로마 골든 갈라에서 우승했고 8월에 취리히에서 열린 취리히 벨트크라세 국제 대회에서 준우승을 차지했다. 9월에는 서독 베를린에서 열린 ISTAF 육상 대회에서 우승을 차지했는데 이 대회가 소련 국가대표로서 참가한 마지막 국제 대회이다.
소련 붕괴 후 조국 리투아니아가 독립한 후에는 리투아니아 국가대표 선수가 되었으며, 1992년 4월 미국 게인즈빌에서 열린 국제 대회를 통해 리투아니아 국가대표 첫 경기를 가졌다. 그는 이 대회에서 68.10m의 기록으로 우승했으며, 같은 달에 월넛에서 열린 SAC 릴레이 대회에서도 우승을 차지했다. 같은 해 8월 스페인 바르셀로나에서 열린 1992년 하계 올림픽에서 65.12m를 기록하며 서울 올림픽 우승자인 독일의 슐트와 쿠바의 로베르토 모야를 꺾으면서 금메달을 획득했다. 이 금메달은 리투아니아 선수단이 바르셀로나 올림픽에서 획득한 유일한 금메달이자 리투아니아 역사상 최초로 획득한 금메달이다. 올림픽 직후에는 취리히 벨트클라세 대회에서 우승을 차지했으며, 같은 해 9월 쿠바 아바나에서 열린 육상 월드컵에서 4위를 기록했다.
1993년 8월 취리히 벨트클라세에서 준우승을 차지했으며, 같은 달 독일 슈투트가르트에서 열린 1993년 세계 선수권 대회에서 65.24m를 기록하면서 4위에 올랐으나 도핑 테스트에서 단백동화 스테로이드의 일종인 볼데논이 검출되면서 기록이 삭제되었고 국제 육상 경기 연맹 (IAAF)으로부터 자격 정지 4년 처분을 받았다.
1997년에 자격 정지 해지 후에 복귀했으며, 그 해에 스위스, 슬로바키아, 영국 등지에서 열린 군소 국제 대회에 참가했다. 이듬해인 1998년 8월 부다페스트에서 열린 1998년 유럽 선수권 대회에서 61.66m의 기록으로 9위에 올랐다. 1999년 6월에는 이탈리아 밀라노에서 열린 포르투나 디 밀라노 국제 대회에서 동메달, 포르투갈 리스본에서 열린 국가대항전에서 은메달을 획득했으며, 8월에는 스페인 세비야에서 열린 1999년 세계 선수권 대회에 출전했으며, 1차 시기에서 58.49m의 기록을 내면서 탈락했다.
2000년 7월에는 에스토니아 타르투에서 열린 구스타프 술레 추모 대회와 9월에 베를린에서 열린 ISTAF 대회에서 5위에 올랐으며, 9월에 오스트레일리아 시드니에서 열린 2000년 하계 올림픽에 참가했으나 60.50m를 기록하면서 결승 진출에는 실패했다. 이듬해인 2001년 5월에는 체코 투르노프에서 열린 루드비크 다녜크 추모 대회에서 63.05m의 기록으로 은메달을 획득했다. 이후 6월에 구스타브 술레 추모 대회에서 6위를 기록했고 캐나다 오타와에서 열린 2001년 프랑코포니 경기 대회에서 61.58m의 기록으로 5위에 올랐다. 8월에는 캐나다 에드먼턴에서 열린 2001년 세계 선수권 대회에 참가하여 61.49m의 기록으로 14위로 대회를 마쳤다. 이 대회가 리투아니아 국가대표로서의 마지막 경기가 되었고 2007년까지 현역 생활을 유지했다.
은퇴 후에는 잠시 IT 업계에 몸담았다가 육상 코치로 일했다.

## 수상

### 육상 대회
- 올림픽 금메달(1992), 은메달(1998)
- 유럽 선수권 대회 금메달(1986)
- 굿윌 게임 금메달(1986, 1990)
- 부다페스트 그랑프리 은메달(1987)

### 수훈
- 소련 명예 공훈체육인(1987년)
- 리투아니아 공로장 2등급(2008년 12월 10일)